# Paléontologie moléculaire
La paléontologie moléculaire est la discipline qui cherche à analyser des molécules organiques préservées dans des spécimens fossiles, que ce soit de l'ADN, des protéines, des glucides ou des lipides, ainsi que leurs produits diagénétiques. Il peut s'agir de restes fossiles d'anciennes espèces humaines, animales ou végétales.

## Description
Les hétérogénéités de composition des restes carbonés d'une diversité d'organismes, allant du Néoprotérozoïque au récent, ont été liées à des signatures biologiques codées dans des biomolécules modernes via une cascade de réactions de fossilisation oxydative,,,. La composition macromoléculaire des fossiles carbonés, certains d'âge tonien, préserve les signatures biologiques reflétant la biominéralisation originale, les types de tissus, le métabolisme et les affinités relationnelles (phylogénie).

## Histoire
La paléontologie moléculaire a commencé avec la découverte par Abelson d'acides aminés vieux de 360 millions d'années conservés dans des coquilles fossiles. Plus récemment, Svante Pääbo est souvent considéré comme l'un des fondateurs de la paléoanthropologie moléculaire, ou paléontologie appliquée au genre Homo.
La paléontologie moléculaire a connu plusieurs avancées majeures depuis les années 1950 et constitue un domaine en constant développement. Vous trouverez ci-dessous une chronologie montrant les contributions notables qui ont été apportées.

### Chronologie

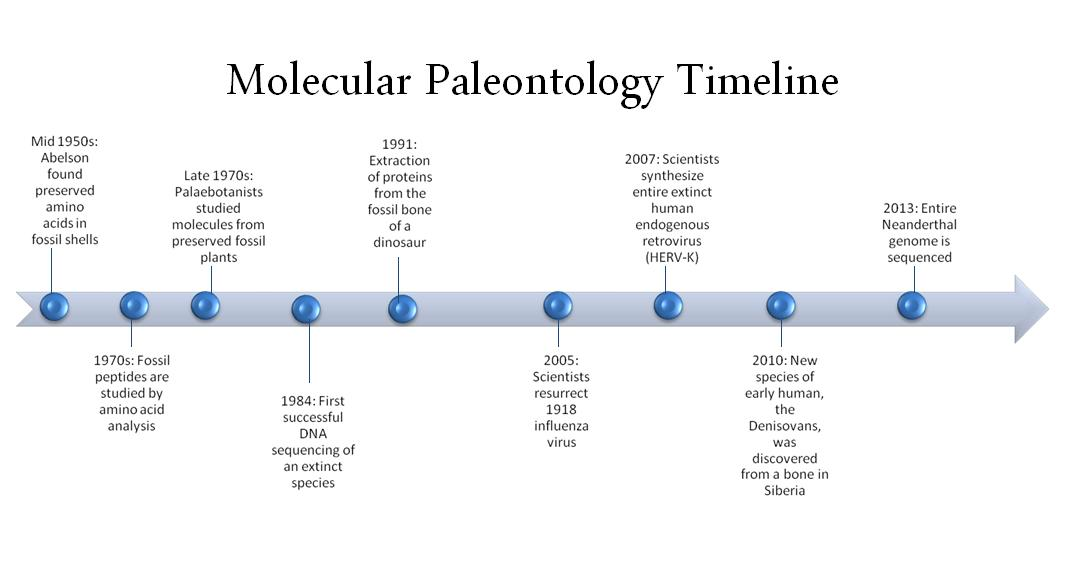
Une chronologie montrant les dates importantes en paléontologie moléculaire

Milieu des années 1950 : Abelson a découvert des acides aminés préservés dans des coquilles fossiles vieilles d’environ 360 millions d’années. Il a l'idée de comparer les séquences d'acides aminés fossiles avec celles d'un organisme existant afin d'étudier l'évolution moléculaire.
Années 1970 : Les peptides fossiles sont étudiés par analyse des acides aminés. On commence à utiliser des peptides entiers et des méthodes immunologiques.
Fin des années 1970 : les paléobotanistes ont étudié les molécules de plantes fossiles bien préservées.
1984 : Premier séquençage réussi de l'ADN d'une espèce disparue, le quagga, une espèce ressemblant à un zèbre.
1991 : Article publié sur l'extraction réussie de protéines à partir de l'os fossile d'un dinosaure, en particulier de Diplodocus hallorum.
2005 : Des scientifiques ressuscitent le virus grippal disparu de 1918.
2006 : Les séquences d'ADN nucléaire de Néandertal commencent à être analysées.
2007 : Des scientifiques synthétisent à partir de zéro l'intégralité du rétrovirus endogène humain (HERV-K) éteint.
2010 : Une nouvelle espèce humaine, l'Homme de Denisova, est découverte à partir de l'analyse d'un génome mitochondrial extrait d'un fragment de phalange trouvé dans la grotte de Denisova, en Sibérie.
2013 : Le premier génome nucléaire complet de l'Homme de Néandertal est séquencé avec succès, à partir d'un ossement fossile trouvé dans la grotte de Denisova.
2013 : Un ossement fossile de la Sima de los Huesos, en Espagne, daté de 430 000 ans, livre des fragments d'ADN mitochondrial qui ne permettent pas encore d'identifier son espèce d'appartenance.
2013 : Mary Schweitzer et ses collègues proposent le premier mécanisme chimique expliquant la préservation potentielle des cellules et des tissus mous des vertébrés dans les archives fossiles. Le mécanisme propose que les radicaux libres d'oxygène, potentiellement produits par le fer rédox-actif, induisent la réticulation des biomolécules. Ce mécanisme de réticulation est quelque peu analogue à la réticulation qui se produit lors de la fixation des tissus histologiques, comme avec le formaldéhyde. Les auteurs suggèrent également que la source de fer serait l'hémoglobine de l'organisme décédé.
2015 : Une dent fossile vieille de 110 000 ans contenant de l'ADN dénisovien est signalée,.
2018 : Les paléobiologistes moléculaires lient mécaniquement les polymères de composition hétérocyclique N-, O-, S (AGE/ALE, comme mentionné dans la publication citée, Wiemann et al. 2018) dans les restes fossiles carbonés aux biomolécules structurelles des tissus d'origine. Grâce à la réticulation oxydative, un processus similaire à la réaction de Maillard, les résidus d'acides aminés nucléophiles se condensent avec des espèces carbonylées réactives dérivées de lipides et de sucres. Les processus de fossilisation de biomolécules, identifiés via la spectroscopie Raman de tissus modernes et fossiles, la modélisation expérimentale et l'évaluation des données statistiques, comprennent la glycosylation avancée et la lipoxydation avancée.
2019 : Un laboratoire indépendant de paléontologues moléculaires confirme la transformation de biomolécules par glycosylation avancée et lipoxydation lors de la fossilisation. Les auteurs utilisent la spectroscopie infrarouge à transformée de Fourier synchrotron.
2020 : Wiemann et ses collègues identifient des signatures biologiques reflétant la biominéralisation originale, les types de tissus, le métabolisme et l'affinité relationnelle (phylogénie) dans les hétérogénéités de composition préservées d'une diversité de fossiles d'animaux carbonés. Il s'agit de la première analyse à grande échelle de fossiles allant du Néoprotérozoïque au Récent, et du premier enregistrement publié de signaux biologiques trouvés dans la matière organique complexe. Les auteurs s’appuient sur des analyses statistiques d’un ensemble de données de spectroscopie Raman d’une taille unique.
2021 : Les géochimistes trouvent des signaux de type tissulaire dans la composition de fossiles carbonés remontant au Tonien et appliquent ces signaux pour identifier les épibiontes. Les auteurs utilisent la spectroscopie Raman.
2022 : Les données de spectroscopie Raman révélant des modèles de fossilisation de biomolécules structurelles ont été répliquées avec la spectroscopie infrarouge à transformée de Fourier et une diversité de différents instruments Raman, filtres et sources d'excitation.
2023 : La première description chimique approfondie de la façon dont les cellules et tissus biologiques originaux se fossilisent est publiée. Surtout, l’étude montre que l’hypothèse des radicaux libres d’oxygène (proposée par Mary Schweitzer et ses collègues en 2013) est dans de nombreux cas identique à l’hypothèse de la formation AGE/ALE (proposée par Jasmina Wiemann et ses collègues en 2018). Les hypothèses combinées, ainsi que la maturation thermique et la carbonisation, forment un cadre souple pour la fossilisation des cellules biologiques et des tissus.

## ADN fossile
La paléogénétique a fourni des informations importantes sur les événements évolutifs, les diasporas d'espèces, la découverte et la caractérisation d'espèces disparues,. En peu de temps, les progrès dans le domaine de la paléogénétique ont permis aux scientifiques de résoudre des questions évolutives auparavant fondées sur la variation phénotypique. En appliquant des techniques d'analyse moléculaire à l'ADN des restes d'animaux récents, on peut quantifier le niveau de parenté entre deux organismes dont on a extrait l'ADN. En utilisant diverses techniques biotechnologiques telles que l’isolement, l’amplification et le séquençage de l’ADN, les scientifiques ont pu acquérir de nouvelles connaissances sur la divergence et l’histoire évolutive d’innombrables organismes récemment éteints. En février 2021, des scientifiques ont rapporté, pour la première fois, le séquençage de l'ADN de restes d'animaux, en l'occurrence un mammouth, vieux de plus d'un million d'années, le plus ancien ADN séquencé à ce jour,.

### ADN mitochondrial vs ADN nucléaire

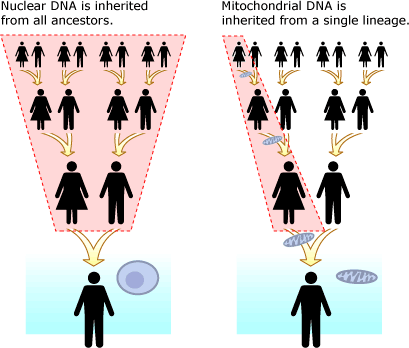
Contrairement à l’ADN nucléaire (à gauche), l’ADN mitochondrial est uniquement hérité de la lignée maternelle (à droite).

L'ADN mitochondrial (ADNmt) est distinct de l'ADN nucléaire. Il est présent dans des organelles appelées mitochondries dans chaque cellule. Contrairement à l’ADN nucléaire, qui est hérité des deux parents et réorganisé à chaque génération, une copie exacte de l’ADN mitochondrial est transmise de la mère à ses fils et filles. L’avantage d’effectuer une analyse d’ADN avec l’ADN mitochondrial est qu’il présente un taux de mutation bien inférieur à celui de l’ADN nucléaire, ce qui facilite grandement le suivi des lignées à l’échelle de plusieurs dizaines de milliers d’années. Connaissant le taux de mutation des bases de l'ADNmt (chez l'homme, ce taux est également connu sous le nom d'horloge moléculaire mitochondriale humaine), on peut déterminer la durée pendant laquelle deux lignées ont été séparées. Un autre avantage de l'ADNmt est qu'il existe des milliers de copies dans chaque cellule, alors que seulement deux copies de l'ADN nucléaire existent dans chaque cellule. Tous les eucaryotes, un groupe qui comprend toutes les plantes, animaux et champignons, possèdent un ADNmt. Un inconvénient de l’ADNmt est que seule la lignée maternelle est représentée. Par exemple, un enfant héritera de 1/8 de son ADN de chacun de ses huit arrière-grands-parents, mais il héritera d'un clone exact de l'ADNmt de son arrière-grand-mère maternelle. Ceci est analogue à un enfant héritant uniquement du nom de famille de son arrière-grand-père paternel, et non d'un mélange des huit noms de famille.

### Préparation
Lorsqu’un nouveau spécimen fossile est découvert, les scientifiques effectuent généralement d’abord une analyse de préservation des cellules et des tissus à l’aide de techniques histologiques, puis testent les conditions de survie de l’ADN. Ils tenteront ensuite d'isoler un échantillon d'ADN en utilisant la technique décrite ci-dessous et effectueront une amplification PCR de l'ADN pour augmenter la quantité d'ADN disponible pour les tests. Cet ADN amplifié est ensuite séquencé. On prend soin de vérifier que la séquence correspond aux traits phylogénétiques de l'organisme. Lorsqu’un organisme meurt, une technique appelée datation des acides aminés peut être utilisée pour dater l’organisme. Il inspecte le degré de racémisation de l'acide aspartique, de la leucine et de l'alanine dans les tissus. Au fil du temps, le rapport D/L (où « D » et « L » sont des images miroir l'un de l'autre) augmente de 0 à 1. Dans les échantillons où le rapport D/L de l'acide aspartique est supérieur à 0,08, les anciennes séquences d'ADN ne peuvent pas être récupérées (à partir de 1996).

### Isolement
Il y a de nombreux éléments à prendre en compte lors de l’isolement d’une substance. Premièrement, selon de quoi il s'agit et où il se trouve, certains protocoles doivent être mis en œuvre afin d'éviter toute contamination et toute dégradation supplémentaire de l'échantillon.[4] Ensuite, la manipulation des matériaux s'effectue généralement dans une zone de travail physiquement isolée et dans des conditions spécifiques (c'est-à-dire température, humidité, etc.) également pour éviter toute contamination et toute perte supplémentaire d'échantillon.
Une fois le matériau obtenu, selon de quoi il s’agit, il existe différentes manières de l’isoler et de le purifier. L'extraction d'ADN à partir de fossiles est l'une des pratiques les plus populaires et différentes étapes peuvent être suivies pour obtenir l'échantillon souhaité. L'ADN extrait de fossiles ensevelis dans l'ambre peut être prélevé à partir de petits échantillons et mélangé avec différentes substances, centrifugé, incubé et centrifugé à nouveau. D'un autre côté, l'extraction de l'ADN des insectes peut être effectuée en broyant l'échantillon, en le mélangeant avec un tampon et en le soumettant à une purification sur des colonnes en fibre de verre. En fin de compte, quelle que soit la manière dont l'échantillon a été isolé pour ces fossiles, l'ADN isolé doit pouvoir subir une amplification,,.

### Amplification

Réaction en chaîne par polymérase.

Le domaine de la paléontologie moléculaire a grandement bénéficié de l'invention de la réaction en chaîne par polymérase (PCR), qui permet de réaliser des milliards de copies d'un fragment d'ADN à partir d'une seule copie conservée de l'ADN. L’un des plus grands défis jusqu’à présent était l’extrême rareté de l’ADN récupéré en raison de sa dégradation au fil du temps.

### Séquençage
Le séquençage de l'ADN est effectué pour déterminer l'ordre des nucléotides et des gènes. Il existe de nombreux matériaux différents à partir desquels l’ADN peut être extrait. Chez les animaux, le chromosome mitochondrial peut être utilisé pour des études moléculaires. Les chloroplastes peuvent être étudiés dans les plantes comme source principale de données de séquence.

Un arbre évolutif des mammifères

### Phylogénie moléculaire
Les séquences générées sont utilisées pour construire des arbres évolutifs. Les méthodes permettant de faire correspondre les ensembles de données comprennent : la probabilité maximale, l'évolution minimale (également connue sous le nom de adhésion de voisin) qui recherche l'arbre avec la longueur totale la plus courte et la méthode de parcimonie maximale qui trouve l'arbre nécessitant le moins de changements d'état de caractère. Les groupes d'espèces définis au sein d'un arbre peuvent également être évalués ultérieurement par des tests statistiques, tels que la méthode bootstrap, pour voir s'ils sont effectivement significatifs.

### Limites et défis
Il est difficile de trouver des conditions environnementales idéales pour préserver l’ADN là où l’organisme a été desséché et découvert, ainsi que pour maintenir son état jusqu’à l’analyse. L'ADN nucléaire se dégrade normalement rapidement après la mort par des processus hydrolytiques endogènes, par le rayonnement UV, et d'autres facteurs de stress environnementaux.
En outre, il a été démontré que les interactions avec les produits de dégradation organique du sol environnant aident à préserver les matériaux biomoléculaires. Cependant, ils ont également créé le défi supplémentaire de pouvoir séparer les différents composants afin de pouvoir effectuer l'analyse appropriée sur eux. Il a également été constaté que certaines de ces dégradations interfèrent avec l'action de certaines des enzymes utilisées lors de la PCR.
Enfin, l’un des plus grands défis dans l’extraction de l’ADN ancien, en particulier de l’ADN humain ancien, réside dans la contamination lors de la PCR. De petites quantités d’ADN humain peuvent contaminer les réactifs utilisés pour l’extraction et la PCR de l’ADN ancien. Ces problèmes peuvent être surmontés par un soin rigoureux dans la manipulation de toutes les solutions ainsi que de la verrerie et des autres outils utilisés dans le processus. Il peut également être utile qu'une seule personne effectue les extractions, afin de minimiser les différents types d'ADN présents.

## Exemples en zoologie

### Le quagga
Le premier séquençage réussi de l'ADN d'une espèce disparue a eu lieu en 1984, à partir d'un spécimen de musée vieux de 150 ans du quagga, une espèce ressemblant à un zèbre. L'ADN mitochondrial (également connu sous le nom d'ADNmt) a été séquencé à partir du muscle desséché du quagga et s'est avéré différer par 12 substitutions de bases de l'ADN mitochondrial d'un zèbre de montagne. Il a été conclu que ces deux espèces avaient un ancêtre commun il y a 3 à 4 millions d'années, ce qui est cohérent avec les preuves fossiles connues de l'espèce.

## Exemples en paléoanthropologie

### Dénisoviens
Les Dénisoviens, une espèce humaine apparentée aux Néandertaliens, ont été découverts à la suite du séquençage de l'ADN d'un os fossile trouvé en 2008 et analysé en 2010. L'analyse de l'ADN mitochondrial du fossile a montré que le spécimen était génétiquement distinct des Sapiens et des Néandertaliens. Deux dents isolées et un os d'orteil appartenant à des individus distincts ont été attribués à la même population. L'analyse suggère que les Néandertaliens et les Dénisoviens étaient déjà présents dans l'Altaï lorsque les Sapiens sont arrivés En novembre 2015, une dent fossile contenant de l'ADN dénisovien a été datée d'environ 110 000 ans,.

#### Analyse de l'ADN mitochondrial
L'ADN mitochondrial de la phalange dénisovienne diffère de celui de l'homme moderne par 385 bases (nucléotides) dans le brin d'ADNmt sur environ 16 500, alors que la différence entre l'homme moderne et l'homme de Néandertal est d'environ 202 bases. En revanche, la différence entre les chimpanzés et l'Homme moderne est d’environ 1 462 paires de bases d’ADNmt. L'ADNmt d'une dent présentait une grande similitude avec celui de l'os du doigt, ce qui indique qu'ils appartenaient à la même population. À partir d’une deuxième dent, une séquence d’ADNmt a été récupérée, montrant un nombre étonnamment élevé de différences génétiques par rapport à celle trouvée dans l’autre dent et le doigt, suggérant un degré élevé de diversité d’ADNmt. Ces deux individus de la même grotte présentaient une plus grande diversité que celle observée parmi les Néandertaliens échantillonnés dans toute l'Eurasie et étaient aussi différents que les humains modernes de différents continents.

#### Analyse du génome nucléaire
Le séquençage de l'ADN nucléaire a également été réalisé à partir de la phalange de Denisova. Ce spécimen présentait un degré inhabituel de préservation de l’ADN et un faible niveau de contamination. Le séquençage génomique a été presque complet, permettant une comparaison détaillée avec l’Homme de Néandertal et l’homme moderne. L'analyse a conclu que l'Homme de Denisova et l'Homme de Néandertal partageaient un dernier ancêtre commun daté d'environ 450 000 ans.

### Néandertal

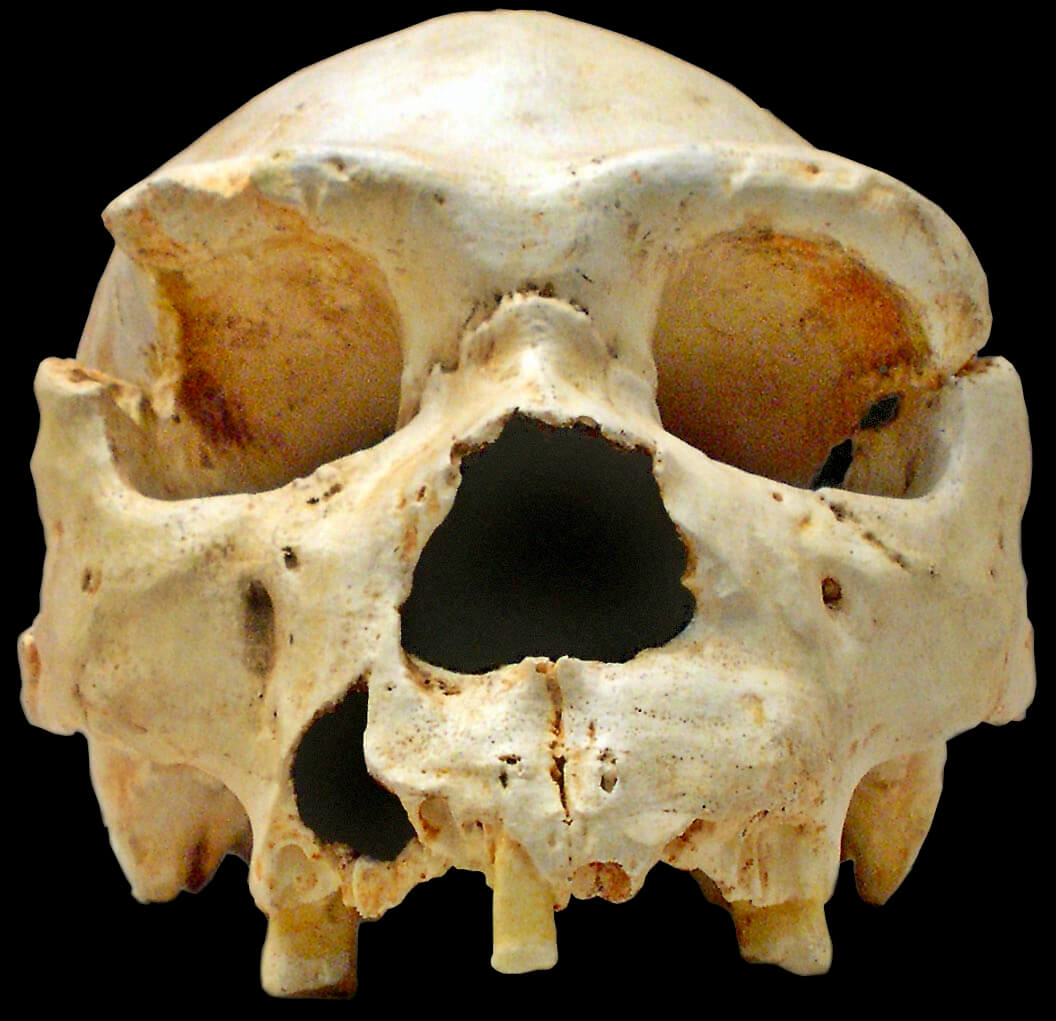
Le crâne 5 est l'une des découvertes les plus importantes de la Sima de los Huesos, à Atapuerca (Espagne). La mandibule correspondant au crâne a été découverte quelques années plus tard, à proximité de l'emplacement du crâne.

En 2013, de l'ADN récupérable a été extrait d'un fémur vieux d'environ 430 000 ans découvert dans la Sima de los Huesos, en Espagne. Le fémur s’est avéré contenir à la fois de l’ADNmt et de l’ADN nucléaire. Les améliorations apportées aux techniques d'extraction d'ADN et de préparation de bibliothèques ont permis d'isoler et de séquencer avec succès l'ADNmt. L'ADN nucléaire a demandé plus de travail pour être exploité. L’analyse de l’ADNmt a révélé un lien de parenté entre le spécimen et les Dénisoviens.

## Applications

### Découverte et caractérisation de nouvelles espèces
Les techniques de paléontologie moléculaire appliquées aux fossiles ont permis la découverte et la caractérisation d'une nouvelle espèce humaine, l'Homme de Denisova.

### Désextinction

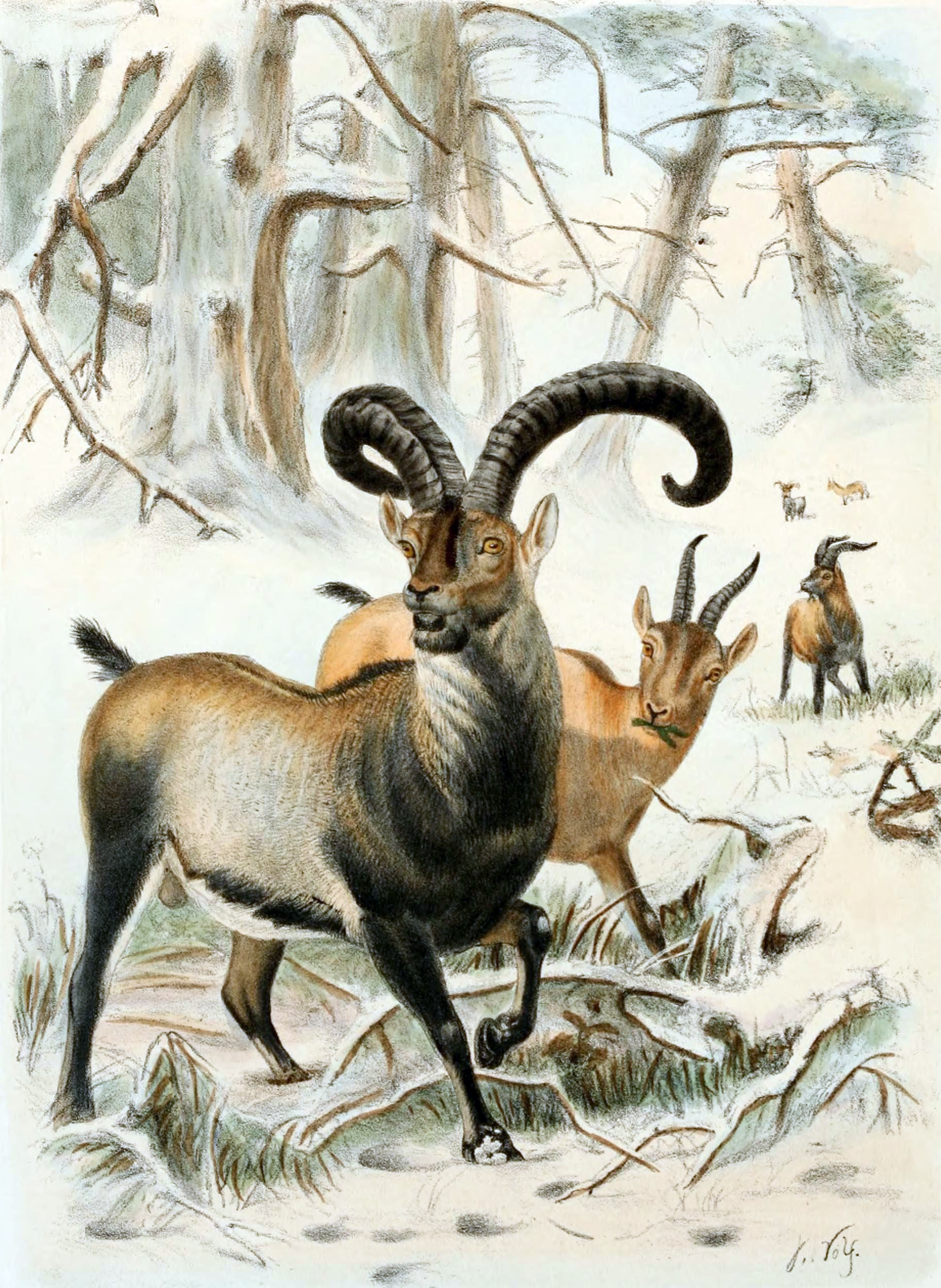
Le bouquetin des Pyrénées

On envisage désormais de faire revivre des espèces disparues grâce aux techniques de paléontologie moléculaire. Cela a été tenté pour la première fois par clonage en 2003 avec le bouquetin des Pyrénées, un capriné sauvage qui a disparu en 2000. Les noyaux des cellules du bouquetin des Pyrénées ont été injectés dans des œufs de chèvre vidés de leur propre ADN et implantés dans des mères chèvres porteuses. La progéniture n’a vécu que sept minutes après sa naissance, en raison de défauts dans ses poumons. On a observé que d'autres animaux clonés présentaient des anomalies pulmonaires similaires.
De nombreuses espèces ont disparu en raison de leur surchasse ou de la destruction de leur habitat par l'Homme. Quelques exemples incluent le dodo, le grand pingouin, le tigre de Tasmanie, le dauphin de rivière chinois et la tourte voyageuse. Une espèce éteinte pourrait être réanimée en utilisant le remplacement allélique d'une espèce étroitement apparentée qui est encore vivante. En n'ayant à remplacer que quelques gènes au sein d'un organisme, au lieu de devoir reconstruire le génome d'une espèce disparue à partir de zéro, il pourrait être possible de faire revivre plusieurs espèces de cette manière.
L'éthique entourant la réintroduction d'espèces disparues est très controversée. Les critiques de la résurrection des espèces disparues affirment que cela détournerait des fonds et des ressources limitées de la protection des problèmes actuels de biodiversité mondiale. Avec des taux d'extinction actuels estimés à environ 100 à 1 000 fois le taux d'extinction de base, il est à craindre qu'un programme de désextinction puisse apaiser les inquiétudes du public concernant la crise actuelle d'extinction massive, si l'on croit que ces espèces peuvent simplement être ramenées à la vie. Comme le posent les rédacteurs d’un article du Scientific American sur la désextinction : devrions-nous ramener le mammouth laineux uniquement pour laisser les éléphants disparaître entre-temps ? Le principal facteur déterminant de l’extinction de la plupart des espèces à l'époque contemporaine est la perte d'habitat, et le fait de ramener une espèce disparue à la vie ne recréera pas l'environnement dans lequel elle habitait autrefois.
Les partisans de la désextinction, comme George Church, parlent de nombreux avantages potentiels. La réintroduction d’une espèce clé disparue, comme le mammouth laineux, pourrait contribuer à rééquilibrer les écosystèmes qui en dépendaient autrefois. Certaines espèces disparues pourraient créer de vastes avantages pour les environnements qu’elles habitaient autrefois, si elles étaient réintroduites. Par exemple, les mammouths laineux peuvent être capables de ralentir la fonte de la toundra russe et arctique de plusieurs manières, par exemple en mangeant de l'herbe morte afin que de nouvelles herbes puissent pousser et prendre racine, et en brisant périodiquement la neige, soumettant le sol en dessous aux températures arctiques. air. Ces techniques pourraient également être utilisées pour réintroduire la diversité génétique chez une espèce menacée, ou même introduire de nouveaux gènes et traits pour permettre aux animaux de mieux rivaliser dans un environnement changeant.